# Національна Гвардія Армії США
Націона́льна гва́рдія А́рмії США (букв.: англ. Army National Guard, а насправді —  Сухопутні війська (тобто, Армія) Національної гвардії США) — це сухопутна складова частина Національної гвардії США поряд із ВПС Нацгвардії. Це військова і правоохоронна інституція виконавчої влади Сполучених Штатів, що виконує завдання із впровадження національної безпеки США у складі армії Сполучених Штатів.
Військовослужбовці Національної гвардії армії, на відміну від інших категорій державних і муніципальних службовців, мають військові звання і — відповідно до національного законодавства — наділені правом здійснення силових дій при виконанні завдань по упровадження безпеки — як у військовій, так й в цивільній сферах.
Національну гвардію армії засновано відповідно до розділів 10-го та 32-го Коду США, як частину Національної гвардії країни, яка має складові компоненти на території усіх 50 штатів та залежних територій під керівництвом губернаторів штату. Військовослужбовці Національної гвардії армії можуть бути закликані до дійсної служби за наказом губернаторів або військового командування з метою допомоги у ліквідації наслідків природних катастроф, таких як урагани, потопи та землетруси.

## Загальна структура Національної гвардії Армії США
На початок 21 століття Національна гвардія Армії США налічує 28 бригадних бойових команд, 78 бригадних груп підтримки.

### Основні бойові формування
- 28-ма піхотна дивізія
- 29-та піхотна дивізія
- 34-та піхотна дивізія
- 35-та піхотна дивізія
- 36-та піхотна дивізія
- 38-ма піхотна дивізія
- 40-ва піхотна дивізія
- 42-га піхотна дивізія